# Vampiros en la televisión
De la misma forma que en el mundo del cine, al que debe gran parte de sus elementos, la presencia de los Vampiros en la televisión procede en gran parte de los clichés y tópicos literarios acumulados a lo largo del siglo XIX y XX. La presencia vampírica ha utilizado fórmulas muy diversas, utilizando el terror clásico hasta el humor, realizando series y programas para públicos diversos, sin desdeñar el ámbito infantil y adolescente.
Béla Lugosi fue el primer actor que interpretó a un vampiro en televisión en 1954, con su aparición en el programa You asked for it, donde interpretó una escena de Drácula. En 1956 John Carradine apareció en el programa Matineé Theatre de la cadena NBC, obteniendo además el papel principal del telefilme Drácula.

## Series de vampiros
Entre 1964-1966 se emitió en los Estados Unidos la serie familiar The Munsters, que inspirándose en los clásicos del terror de la Universal Studios presentaba una familia de monstruos que parodiaban los típicos elementos de las series familiares americanas. El abuelo Munster era un vampiro de más de 600 años de edad, vestido al estilo de Béla Lugosi pero con una panza prominente y el cabello lleno de canas. En varios episodios se insinúa que es el legendario Conde Drácula y que ha tenido 16 esposas. Tenía además un laboratorio en el sótano de su mansión y convivía con su hija Lili (una vampiresa), su yerno Herman (un monstruo de Frankenstein), su nieto Eddie (un niño lobo), y Marylin, una nieta adolescente “normal”. En 1988 se rodó un remake titulado The Munsters Today, que fue emitido durante tres temporadas. The Munsters fue la respuesta de la cadena CBS a The Addams Family, que a pesar de contar con elementos y tópicos de las películas de terror y de las extravagancias macabras de sus protagonistas, no contaban con verdaderos “monstruos”.
Otra muestra del género en la década de 1960 fue Sombras tenebrosas (Dark Shadows), una serie televisiva de 1225 episodios y dos películas emitidos entre 1966-1971. Aunque al principio seguía los tópicos de una telenovela de misterio y terror, así como abundantes dosis de melodrama, lo que explica su extensión, en la temporada de 1967 se incluyó el personaje del vampiro Barnabas Collins, interesado en la búsqueda de una cura pasa su maldición. Fue la primera serie televisiva de éxito sobre el vampirismo, y en la década de 1980 también se realizaría un remake sin demasiado éxito. Muchos de los episodios de la primera emisión se han perdido, y solo se conservan 980 capítulos.
En 1990 apareció en la televisión de los Estados Unidos Dracula: the series, en la que un vampiro llamado Alexander Lucrad se enfrentaba a Gustav Helsing y un grupo de jóvenes cazadores. El protagonista de esta serie, filmada en Luxemburgo, fue Geordie Jonson y se produjeron 21 episodios de media hora de duración.
En 1996 el productor Aaron Spelling daría a conocer Kindred: the Embraced, una serie de televisión inspirada en las convenciones vampíricas del juego de rol Vampiro: la mascarada, de Mark Rein-Hagen (que también era guionista de la serie). En la serie se presentaba un grupo de vampiros de diferentes clanes que se enfrentaban entre sí y estaban gobernados por un príncipe llamado Julian. La acción transcurre en la ciudad de San Francisco. Solo se produjeron 8 episodios y la serie fue cancelada tanto por su escaso éxito como por la muerte del protagonista en un accidente de moto.
The Lair (2007) es una curiosa serie televisiva producida por here! que mezcla el vampirismo con la temática gay. La trama gira en torno a un club homosexual situado en una ciudad costera, que los vampiros utilizan para cazar a sus presas, lo que termina provocando la investigación de unos periodistas y de las autoridades locales.
En julio del 2008 en la televisión mexicana se estrenó Noche Eterna, del argentino Pablo Monlezun, una telenovela de 13 episodios que introduce una sociedad de vampiros que se ve amenazada por una serie de asesinatos inexplicables. Los protagonistas son Karen, una hematóloga que es secuestrada y rescatada por Darío, un vampiro que rompe la regla de su sociedad de no relacionarse con los humanos.
En septiembre de 2008 la cadena estadounidense HBO estrena la serie True Blood, basada en la saga de novelas The Southern Vampire Mysteries de Charlaine Harris y adaptada a televisión por Alan Ball. La serie se desarrolla en una pequeña ciudad de Luisiana, en un mundo en el que los vampiros han revelado su existencia recientemente y coexisten con los humanos. La protagonista es Sookie Stackhouse (Anna Paquin), una camarera con poderes psíquicos que se enamora de Bill Compton (Stephen Moyer) un vampiro que llega a la ciudad.
Entre 2008-2013 se emitió la serie Being Human en la televisión británico. Being Human cuentan con protagonistas como Aidan Turner como el vampiro John Mitchell, Russell Tovey como el mujer lobo George Sands y Lenora Crichlow como la fantasma Annie Sawyer.
En septiembre del año 2009 se estrena The Vampire Diaries, basada en la saga literaria del mismo título de L.J. Smith. Se trata de una adaptación televisiva de una historia de amor adolescente y vampiros, propiciada por el éxito de este tipo de libros durante esta época. La protagonista es una chica llamada Elena que se enamora de Stefan, un vampiro que intenta vivir en paz entre los humanos pero cuando Elena se convierte en vampira se creó un vínculo con Damon Salvatore(el hermano de Stefan Salvatore con quien compartía amor con Elena). Cuenta con 8 temporadas y las siguientes producciones derivadas de esta: The Vampire Diaries: A Darker Truth; The Originals; The Originals: The Awakening; y Legacies.
En noviembre de 2009 se estrena en Chile la teleserie nocturna Conde Vrolok ambientada en época de guerra en 1880, lejana a ella está el pueblo de Santa Barbara en donde llega un misterioso extranjero, Domingo Vrolok (Álvaro Rudolphy) y se enamora de una joven que acaba de contraer matrimonio, paralelamente empiezan a ocurrir varios sucesos que terminarán con la tranquilidad y seguridad en el pueblo.
En Israel en el año 2009 se estrenó la serie Split trata sobre una chica de 15 años llamada Ella Rozen, que comienza la escuela secundaria, con su mejor amigo, Omer Teneh. La escuela (Green) es dirigida por Amnón Green, una persona fría y con el corazón de piedra, que secretamente es el líder de "La Orden de la Sangre", una orden que fue fundada hace 1000 años, y su propósito es limpiar al mundo de los vampiros. Ella tendrá que escoger entre su amigo humano Omer o su amor vampiro Leo.
En España se estrenó en el año 2010 la miniserie televisiva de dos episodios No soy como tú, en la que una chica llamada Lucía que sufre extraños síntomas es internada en un centro con otros chicos que exhiben síntomas similares, una variante atenuada del vampirismo, para mantenerlos aislados y que controlen su sed de sangre. Sin embargo, el padre de la chica no está dispuesto a renunciar a ella.
En Portugal se estrenó en el año 2010 la telenovela Lua Vermelha ("Luna roja"), ambientada en una escuela de estricta disciplina en la que son educados huérfanos, chicos con problemas o superdotados. La historia del centro está rodeada de sucesos misteriosos. En el centro viven dos vampiros que se las han arreglado para mantener la discreción gracias a una tregua entre vampiros y humanos, que está a punto de romperse por las acciones de un grupo radical llamado Luz Eterna a favor de los humanos.
En 2011 se estrena My Babysitter's a Vampire una serie de televisión canadiense basada en la película My Babysitter's a Vampire. La premier de la serie fue el 28 de febrero de 2011 en el canal de televisión canadiense Télétoon en inglés Teletoon. El programa sigue a Ethan Morgan (Matthew Knight), que, en la película de televisión, se entera de que su niñera Sarah (Vanessa Morgan) es un vampiro. En la película, él se entera de que es capaz de tener visiones y su mejor amigo Benny Weir (Atticus Mitchell) Cuál es un hechicero. La serie sigue a los tres cuando se enfrenten a las fuerzas sobrenaturales como zombis, demonios, fantasmas, brujas y otras criaturas que tienen sobre su escuela secundaria, con la ayuda ocasional de vampiros compañeros de Rory (Cameron Kennedy) y Erica (Kate Todd).
En Colombia se estrenó en el año 2013 la telenovela Chica Vampiro es una telenovela juvenil producida por televideo para la cadena RCN Televisión. La misma es una historia original escrita por la argentina Marcela Citterio. Está protagonizada por la pareja juvenil compuesta por Greeicy Rendón y Santiago Talledo. Daisy (Greeicy Rendón) es una chica que va a un colegio que sueña con una carrera de cantante en una comedia musical. Sin embargo, a pesar de que es humana, sus padres son vampiros. En su familia la decisión de convertirse o no en vampiro se toma a los 17 años de edad. Cuando cumple sus 17 años de edad decide quedarse como humana para vivir al lado de su amor, Max (Santiago Talledo), quien es su vecino y compañero de colegio. Sin embargo, ese mismo día, un accidente fatal cambia su vida para siempre. Sus padres al no tolerar verla agonizando deciden morderla para convertirla en vampiro y salvar su vida. De esa forma el único mortal que queda en la familia es su hermano menor. A partir de ese momento, Daisy llevará una doble vida llena de riesgos, deberá asistir a un colegio humano ocultando su naturaleza ante sus compañeros, y también ir a un colegio vampiro, para tomar clases de vampiros recién mordidos. Tendrá aventuras en el mundo subterráneo de vampiros, incluyendo un nuevo pretendiente: Mirco, un vampiro.

## Detectives y vampiros
Muchas series televisivas han mezclado el tema de los vampiros con la intriga y las historias detectivescas. Una de las primeras fue The Night Stalker (1974-1975), posteriormente con el nombre de Kolchak: the Night Stalker. En esta serie se presentaban las aventuras de un periodista llamado Carl Kolchak –interpretado por Darren McGavin- que se dedicaba a investigar casos inexplicables y terminaba cruzando su camino con seres sobrenaturales, vampiros y monstruos de todo tipo, y aunque obtuviera las pruebas necesarias para publicar su investigación de alguna forma las autoridades terminaban interviniendo para ocultar la verdad. El capítulo The Vampire se ocupa específicamente del tema del vampirismo y es la secuela del episodio piloto guionizado por Richard Matheson.
Otra serie de detectives y vampiros comenzó a emitirse en agosto de 1989. Forever Knight (cuyo título original era Nick Knight) y estaba protagonizada por Rick Springfield. En esa serie un antiguo vampiro que trabajaba como detective en Los Ángeles, era asignado a un extraño caso en el que las víctimas aparecían desangradas. Tras el episodio piloto la serie sufrió una serie de cambios y el escenario fue trasladado a Canadá, donde el detective vampiro trabajaba en Toronto con la ayuda de Natalie Lambert, una médica forense, que también le ayudaba a buscar una cura para su maldición. Durante los episodios de la serie a menudo se sucedían escenas del pasado del protagonista, enfrentado a Lacroix, el vampiro que lo había creado.
En el año 2007 se estrenaba Blood Ties, inspirada en la saga de novelas de la autora canadiense Tanya Huff. La protagonista es la detective Vicki Nelson, que se está quedando ciega debido a una enfermedad ocular. Vicki conoce a Henry Fitzroy, un seductor vampiro hijo bastardo del rey Enrique VIII de Inglaterra, que trabaja como escritor de novelas gráficas. Henry ayudará a la detective en sus investigaciones.
También en el año 2007 se estrenó Moonlight, una serie romántica-paranormal creada por Ron Koslow y Trevor Munson. La serie sigue la historia de un investigador privado, Mick St. John (Alex O'Loughlin) cuya novia Coraline (Shannyn Sossamon) lo convirtió en un vampiro en su noche de bodas hace 55 años. En el presente Mick se encuentra atrapado entre su amor por una mujer mortal, Beth Turner (Sophia Myles) y sus relaciones con los demás vampiros de Los Ángeles.

## Cazadores de vampiros

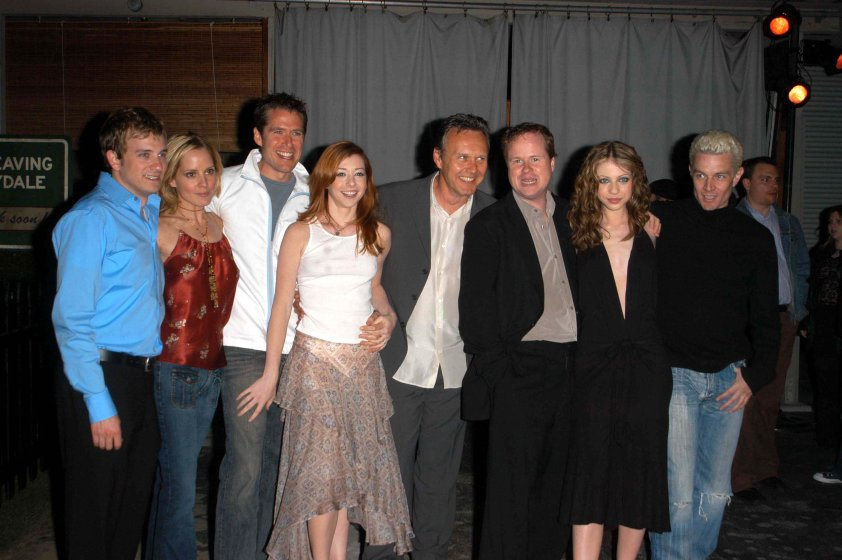
los actores de la serie Buffy Cazavampiros

Sin duda la serie televisiva sobre vampiros que mayor éxito ha tenido a nivel internacional ha sido Buffy, the Vampire Slayer, iniciada en 1997. La serie fue creada por Joss Whedon, autor del guion de la película del mismo nombre rodada a principios de la década de 1990. La protagonista, Buffy –interpretada por Sarah Michelle Gellar- es una cazadora de vampiros adolescente que se cruza con todo tipo de criaturas sobrenaturales. En uno de sus episodios conoce a Angel, un seductor vampiro interpretado por David Boreanaz, que dispondría de serie propia a partir de 1999. Ambas series obtuvieron un notable éxito, generando una multitud de seguidores y fanes en todo el mundo.
En 1998 apareció la serie británica Ultraviolet, emitida por Channel 4, en la que se establecía la existencia de un grupo de cazadores de vampiros apoyados por el Vaticano. El grupo era conocido con el apelativo “Code V” y utilizaba la última tecnología disponible para destruir a sus inmortales enemigos.
La película Blade, inspirada a partir de un personaje de Marvel Cómics también daría lugar a su propia serie de televisión en 2006, siguiendo la premisa de un personaje, hijo de una mujer mordida por un vampiro durante el embarazo y que se dedica a cazarlos.

## Series infantiles
En 1972 el programa para niños Sesamo Street introdujo un vampiro entre sus marionetas, llamado Conde Draco, Count von Count, Conde Drake o Conde Contar, que utilizaba un traje similar al de Bela Lugosi. Al tratarse de un programa infantil el conde no estaba obsesionado en la sangre, sino en los números y se pasaba los programas cantando y contando, lo que irónicamente no deja de estar relacionado con uno de los mitos vampíricos del folklore, según el cual si un vampiro se encuentra un montón de granos en su camino se verá impulsado a detenerse y contarlos uno por uno.
Una serie de vampiros para niños son las adaptaciones a televisión de los personajes de Der Kleine Vampir, una serie canadiense (1985) y otra alemana (1993) sobre las aventuras del niño vampiro Rudiger, que mezcla con humor los tópicos vampíricos.

## Series de animación
Los vampiros también han aparecido en series de animación, aunque es en Japón y en el género del anime y el manga donde han alcanzado mayor éxito. Merece la pena destacar Blood: The Last Vampire, en la que se narran las aventuras de una chica vampira que se dedica a ayudar al gobierno a cazar a los suyos y Vampire Princess Miyu, de esencia similar, en la que una vampira se dedica a impedir que otros vampiros y demonios amenacen a la humanidad, desterrándolos al infierno. Por su parte Hellsing describe las aventuras de un atrevido cazador de vampiros.Nightwalker: The Midnight Detective es una serie anime que combina elementos de horror, historias de detectives y vampiros. Por su parte Trinity Blood describe un mundo dividido por una raza de vampiros y los humanos. Entre otros como Rosario+Vampire, Tsukihime, Vampire Hunter D, Vampire Knight, Blood Lad, Shiki y Strike the Blood.
Otra serie de animación fuera del género del manga de 1988 fue Count Duckula, en la que se narraban las cómicas aventuras del último descendiente de una infame saga de patos vampiros, en cuya resurrección por error se utilizaba tomate ketchup en lugar de sangre, lo que le proporcionó un carácter agradable y gusto por las verduras.
En la serie Monster High, el personaje de Draculaura es la hija del mismo Drácula, Asimismo también salen otros personajes más como por ejemplo Gory Fangtell y Bram Devein quienes después de su ingreso se vuelven pareja rival en popularidad junto a Cleo y Deuce. Más Tarde se conocería a Ellisabat quien tuvo que escapar de su responsabilidad principal como reina haciéndose actriz. No obstante es ayudada por la primera mencionada y sus amigas para recuperar su posición de un estafador.como recompensa la primera obtiene la totalidad de sus poderes por haber hecho dicha acción.

## Otros programas

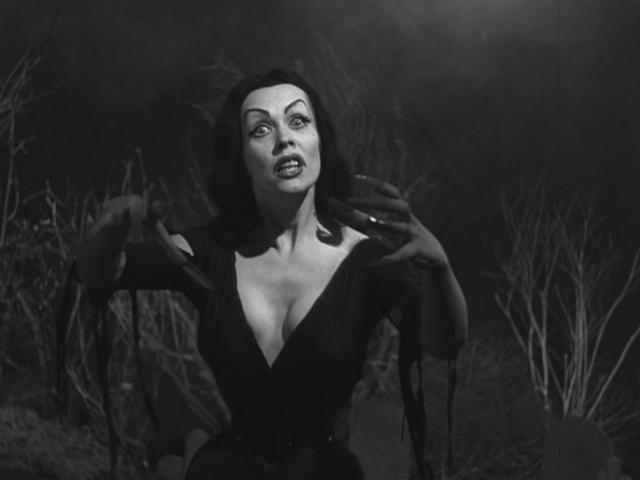
Maila Nurmi como Vampira, la primera vampiresa del cine.

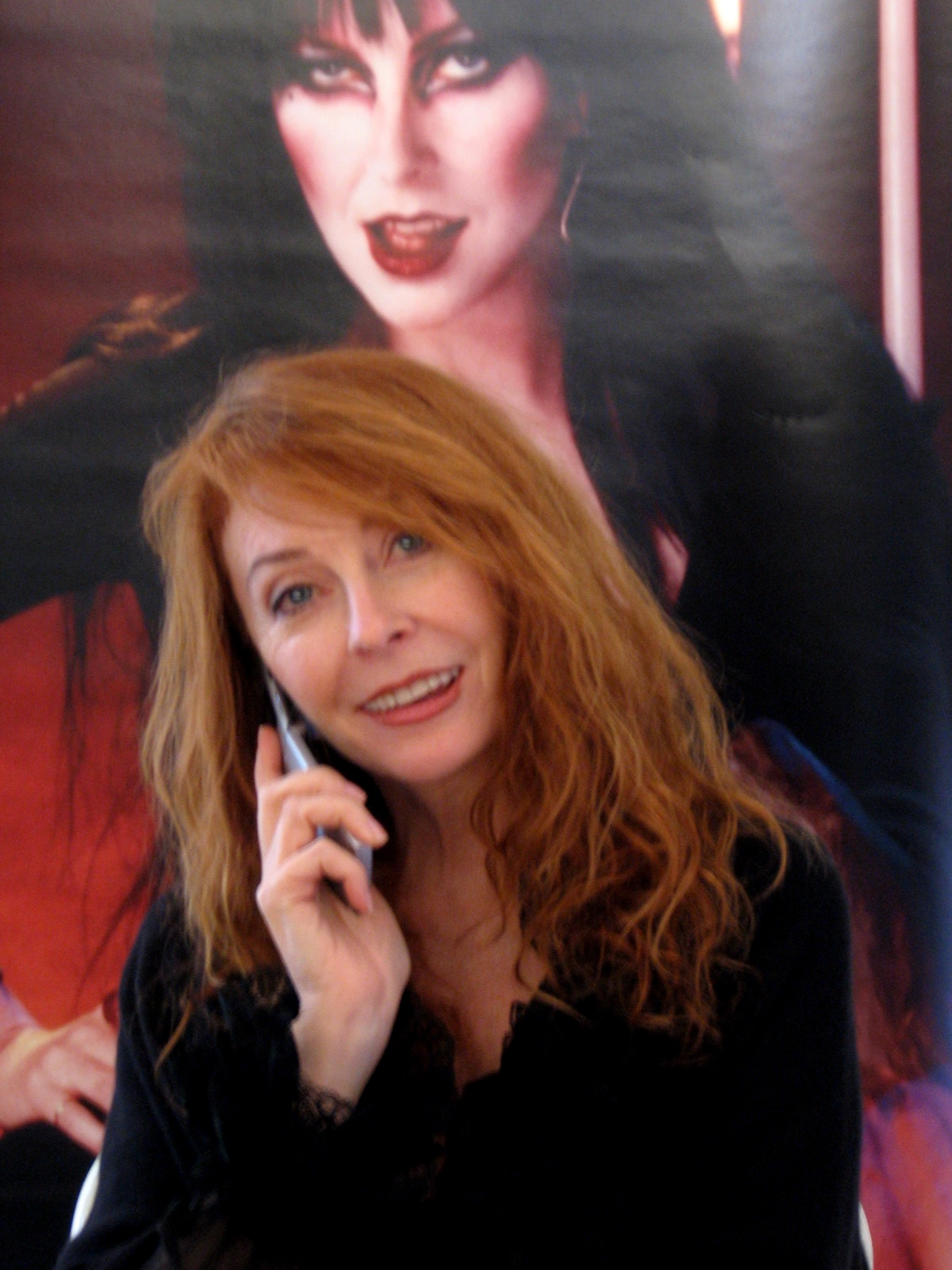
Cassandra Peterson.

Un personaje televisivo muy relacionado con las producciones de vampiros fue Vampira (Maila Nurmi), una presentadora de películas de terror para un programa de la cadena KABC TV décadas antes. Vampira había aparecido en la película Plan 9 from Outer Space de Ed Wood y tuvo una breve relación con el actor James Dean. Cuando el actor murió surgieron bizarros rumores que acusaban a Vampira de haberle lanzado una maldición. Vampira interpretaba una mujer vampiro llena de sensualidad y misterio y que utilizaba los elementos clásicos del género.
Desde 1982 Cassandra Peterson, conocida como Elvira, retomó el personaje de la misteriosa mujer vampiro y presentadora. A raíz del éxito de su programa de televisión en el que entre otras presentaba películas clásicas de vampiros, realizó en 1988 una película titulada Elvira, Mistress of the darkness, donde interpretaba a una ingenua hechicera. También tuvo una serie propia de cómics e incluso juegos de ordenador. Elvira se convirtió en un icono del vampirismo, pero fue demandada por plagio por Maila Nurmi, que terminaría perdiendo la demanda. En el año 2006 Cassandra anunció su retiro, aunque no ha dejado de aparecer en varios programas.
Sin estar relacionadas directamente con el tema vampírico, varias series como Tales from the crypt, Friday the 13.ª: the series, The X-Files, Charmed y en general la mayoría de las series relacionadas con temas sobrenaturales han introducido vampiros en varios de sus episodios. Asimismo, el vampirismo ha sido tema de documentales y tema imprescindible de los ciclos televisivos de cine de terror.